# Yelpin
Yelpin  (in armeno Ելփին?) è un comune di 1 418 abitanti (2008) della Provincia di Vayots Dzor in Armenia.